# SN 2009ao
SN 2009ao – supernowa typu II-P odkryta 4 marca 2009 roku w galaktyce NGC 2939. W momencie odkrycia miała maksymalną jasność 16,30m.